# Hiptage parvifolia
Hiptage parvifolia är en tvåhjärtbladig växtart som beskrevs av Robert Wight och Arn.. Hiptage parvifolia ingår i släktet Hiptage och familjen Malpighiaceae. Inga underarter finns listade i Catalogue of Life.